# Anicla incaica
Anicla incaica là một loài bướm đêm trong họ Noctuidae.